# ITF feminino de Charleston
O ITF feminino de Charleston – ou LTP $100K, atualmente – é um torneio de tênis profissional feminino, de nível W100.
Realizado em Charleston, no estado da Carolina do Sul, nos Estados Unidos, estreou em 2015. Os jogos são disputados em quadras de saibro duas vezes por ano.

## Finais

### Simples
| Ano                                                                 | Campeã                              | Vice-campeã                         | Resultado                           |
| ------------------------------------------------------------------- | ----------------------------------- | ----------------------------------- | ----------------------------------- |
| 2023 (6 nov.)                                                       | Emma Navarro                        | Panna Udvardy                       | 6–1, 6–1                            |
| 2023 (17 abr.)                                                      | Emma Navarro                        | Peyton Stearns                      | 2–6, 6–2, 7–5                       |
| 2022 (27 jun.)                                                      | Carol Zhao                          | Himeno Sakatsume                    | 3–6, 6–4, 6–4                       |
| 2022 (25 abr.)                                                      | Taylor Townsend                     | Wang Xiyu                           | 6–3, 6–2                            |
| 2021 (21 jun.)                                                      | Despina Papamichail                 | Gabriela Cé                         | 1–6, 6–3, 6–3                       |
| 2021 (3 mai.)                                                       | Claire Liu                          | Madison Brengle                     | 6–2, 7–6(8–6)                       |
| 2020 (2 nov.)                                                       | Mayar Sherif                        | Katarzyna Kawa                      | 6–3, 6–2                            |
| Torneio não realizado em maio de 2020 devido à pandemia de COVID-19 |                                     |                                     |                                     |
| 2019 (30 set.)                                                      | Caroline Dolehide                   | Grace Min                           | 6–2, 6–7(5–7), 6–0                  |
| 2019 (29 abr.)                                                      | Taylor Townsend                     | Whitney Osuigwe                     | 6–4, 6–4                            |
| 2018 (1 out.)                                                       | Gabriela Talabă                     | Elizabeth Halbauer                  | 6–4, 6–7(5–7), 6–2                  |
| 2018 (30 abr.)                                                      | Taylor Townsend                     | Madison Brengle                     | 6–0, 6–4                            |
| 2017 (25 set.)                                                      | Michaela Bayerlová                  | Montserrat González                 | 2–6, 6–3, 6–3                       |
| 2017 (1 mai.)                                                       | Madison Brengle                     | Danielle Collins                    | 4–6, 6–2, 6–3                       |
| 2016                                                                | Nicole Coopersmith                  | Ingrid Martins                      | 6–3, 6–4                            |
| 2015                                                                | Final cancelada devido ao mau tempo | Final cancelada devido ao mau tempo | Final cancelada devido ao mau tempo |

### Duplas
| Ano                                                                 | Campeãs                             | Vice-campeãs                              | Resultado                           |
| ------------------------------------------------------------------- | ----------------------------------- | ----------------------------------------- | ----------------------------------- |
| 2023 (6 nov.)                                                       | Hailey Baptiste Whitney Osuigwe     | Nigina Abduraimova Carole Monnet          | 6–4, 3–6, [13–11]                   |
| 2023 (17 abr.)                                                      | Sophie Chang Angela Kulikov         | Ashlyn Krueger Robin Montgomery           | 6–3, 6–4                            |
| 2022 (27 jun.)                                                      | Alycia Parks Sachia Vickery         | Tímea Babos Marcela Zacarías              | 6–4, 5–7, [10–5]                    |
| 2022 (25 abr.)                                                      | Katarzyna Kawa Aldila Sutjiadi      | Sophie Chang Angela Kulikov               | 6–1, 6–4                            |
| 2021 (21 jun.)                                                      | Fanny Stollár Aldila Sutjiadi       | Rasheeda McAdoo Peyton Stearns            | 6–0, 6–4                            |
| 2021 (3 mai.)                                                       | Caty McNally Storm Sanders          | Eri Hozumi Miyu Kato                      | 7–5, 4–6, [10–6]                    |
| 2020 (2 nov.)                                                       | Magdalena Fręch Katarzyna Kawa      | Astra Sharma Mayar Sherif                 | 4–6, 6–4, [10–2]                    |
| Torneio não realizado em maio de 2020 devido à pandemia de COVID-19 |                                     |                                           |                                     |
| 2019 (30 set.)                                                      | Anna Danilina Ingrid Neel           | Vladica Babić Caitlin Whoriskey           | 6–1, 6–1                            |
| 2019 (29 abr.)                                                      | Asia Muhammad Taylor Townsend       | Madison Brengle Lauren Davis              | 6–2, 6–2                            |
| 2018 (1 out.)                                                       | Sophie Chang Alexandra Mueller      | Hsu Chieh-yu Gabriela Talabă              | 6–4, 6–4                            |
| 2018 (30 abr.)                                                      | Alexa Guarachi Erin Routliffe       | Louisa Chirico Allie Kiick                | 6–1, 3–6, [10–5]                    |
| 2017 (25 set.)                                                      | Chloe Beck Emma Navarro             | Ksenia Kuznetsova María Martínez Martínez | 6–1, 6–4                            |
| 2017 (1 mai.)                                                       | Emina Bektas Alexa Guarachi         | Kaitlyn Christian Sabrina Santamaria      | 5–7, 6–3, [10–5]                    |
| 2016                                                                | Andie Daniell Erin Routliffe        | Quinn Gleason Whitney Kay                 | 6–4, 6–2                            |
| 2015                                                                | Final cancelada devido ao mau tempo | Final cancelada devido ao mau tempo       | Final cancelada devido ao mau tempo |